# Bruno Miguel Moreira de Sousa
Bruno Miguel Moreira de Sousa, anche noto solo come Bruno Miguel (São João da Madeira, 24 settembre 1982), è un allenatore di calcio ed ex calciatore portoghese, di ruolo difensore.

## Carriera

### Giocatore

#### Inizi giovanili
Nato a São João da Madeira, nella Grande Oporto, Bruno Miguel inizia a giocare a calcio nella rappresentativa locale della Sanjoanense, con cui disputa due stagioni da senior dal 2001 al 2003, prima di accasarsi al Porto B nel 2003-2004. Dopo un'esperienza alla Tourizense, nel 2005 passa al Varzim, in seconda divisione, con cui scende in campo 31 volte la prima stagione e rimane fino al 2007.

#### União Leiria
Nella stagione 2007-2008 riesce a debuttare in Primeira Liga con la maglia dell'União Leiria, giocando 25 minuti della sfida del 26 agosto 2007 pareggiata 1-1 a Coimbra contro l'Académica. Alla fine dell'annata termina con 16 presenze all'attivo, ma la squadra di Leiria retrocede in Segunda Liga. Alla fine della stagione successiva l'União viene promosso nuovamente in massima serie, dove Bruno Miguel vi rimane per altri due anni, terminati con un nono e un decimo posto.

#### Astra Ploieşti
Dopo l'esperienza quadriennale all'União, nel 2011-2012, a 29 anni, viene acquistato dai romeni dell'Astra Ploiești. L'Astra conclude la stagione al dodicesimo posto in campionato e il portoghese gioca 12 partite in Liga I, andando a segno comunque in due occasioni.

#### Estoril Praia
Nell'estate 2012 torna comunque in patria, nelle file dell'Estoril Praia, di cui diventa lo stopper di terza o quarta scelta. Nel 2013-2014 raggiunge il massimo di presenze in campionato (12), mentre sono otto le apparizioni in Europa League, tra cui quella nella fase a gironi contro i futuri campioni del Siviglia, in cui Bruno Miguel segna il gol della bandiera della sconfitta per 1-2 contro gli andalusi. Rimane ad Estoril fino alla stagione 2015-2016, raggiungendo in quattro anni 26 presenze e tre reti in campionato.

#### Académico de Viseu
Nel 2016, terminato il contratto con l'Estoril, si accorda con l'Académico de Viseu, compagine di seconda serie portoghese. Col club di Viseu si ritaglia un posto da titolare e gioca con più continuità. Nella stagione 2016-2017 la squadra termina l'annata salvandosi al diciassettesimo posto, mentre nel 2017-2018 si classifica terza, sfiorando la promozione nel massimo campionato lusitano. In due anni all'Académico Rui Miguel totalizza 50 presenze complessive in Segunda Liga, senza marcare alcuna rete.

#### Ritorno all'União Leiria
Nell'estate 2018 il difensore torna all'União Leiria, club in cui aveva già militato dal 2007 al 2011. Con l'União, che ora sverna nel campionato portoghese di terza divisione, raggiunge le semifinali dei play-off promozione. Dalla sua seconda esperienza, Bruno Miguel raccoglie 14 gettoni, mentre se si considera anche il primo periodo con la compagine di Leiria, il difensore ha collezionato 63 presenze e una rete in campionato.

#### Alverca e ritiro
Il 30 gennaio 2019 Bruno Miguel fa un breve passaggio all'Alverca, sempre nelle categorie amatoriali, andando a segno una volta in 14 presenze. Alla fine di quest'esperienza rimane senza squadra.
Dopo quasi un anno da svincolato, alla fine del 2019 si ritira dal calcio giocato.

### Allenatore

#### Vice-allenatore di Marítimo e Famalicão
Terminata la carriera da giocatore, il 1º luglio 2020 diventa vice-allenatore del Marítimo, mentre dall'8 marzo 2021 è al Famalicão, sempre in qualità di secondo allenatore.